# Фараони, Марко Давиде
Марко Давиде Фараони (итал. Marco Davide Faraoni; 25 октября 1991, Браччано, Италия) — итальянский футболист, полузащитник клуба «Эллас Верона». Выступал за молодёжную сборную Италии до 21 года.

## Карьера
Марко Фараони первые шаги в футболе сделал в 6 лет, в составе футбольной школы клуба из родного города. Через год талант Фараони разглядели селекционеры из «Лацио», после чего в семилетнем возрасте он перебирается в футбольную школу римского клуба. Проведя 12 лет в футбольной академии «Лацио», Фараони в 2010 году перебрался в «Интернационале», подписав с тем контракт до 30 июня 2014 года В составе молодёжной команды «Интера» победитель турнира Виареджо 2011 года.
Первую официальную игру за миланский клуб Фараони сыграл 6 августа 2011 года, выйдя на замену в матче на Суперкубок Италии. В чемпионате Италии футболист дебютировал 19 ноября 2011 года, выйдя на замену за 2 минуты до конца матча с «Кальяри». Дебют на европейской арене Фараони состоялся тремя днями позже, 22 ноября 2011 года, в матче группового этапа Лиги чемпионов против «Трабзонспора». Следующий, ничего не решавший для «Интера», матч с московским ЦСКА стал для Фараони первым полным в еврокубках, а спустя всего несколько дней матч против «Фиорентины» стал для него первым полным в чемпионате Италии. Первый гол за клуб итальянский футболист забил в ночь с 7 на 8 января 2012 года в матче против «Пармы», отличившись на 78 минуте, спустя 3 минуты после появления на поле.
В июле 2012 года Фараони стал участником сделки по приобретению «Интером» Самира Хандановича. Словенский вратарь перешёл в стан чёрно-синих, а взамен команда «Удинезе» получила 11 млн евро и Марко Давиде Фараони. С итальянским футболистом клуб из Удине подписал пятилетний контракт.
В июле 2017 года перешел на правах свободного агента в «Кротоне», подписав контракт на три года. В январе 2019 года был отдан в аренду клубу «Эллас Верона» до конца сезона 2018/19 с обязательством последующего выкупа.